# Hamilton (película de 2020)
Hamilton es una película musical estadounidense de 2020, que consiste en una grabación en vivo del musical de Broadway del 2015, inspirado en la biografía de 2004, Alexander Hamilton, de Ron Chernow. Fue dirigida y producida por Thomas Kail y producida, escrita y compuesta por Lin-Manuel Miranda. Miranda también actúa como el Secretario del Tesoro y padre fundador, Alexander Hamilton, junto con el reparto principal del musical de Broadway.
El estreno de Hamilton estaba planeado para el 15 de octubre de 2021; sin embargo, debido a la pandemia de COVID-19, la película se estrenó en formato digital en Disney+, el 3 de julio de 2020. Fue aclamada por la crítica por sus efectos visuales, actuación y dirección.
El film se hizo acreedor del premio Critics' Choice Award en la categoría Mejor película hecha para televisión en marzo de 2021.

## Recepción
Hamilton recibió reseñas sumamente positivas de parte de la crítica y la audiencia. En el sitio web especializado Rotten Tomatoes, la película posee una aprobación de 98 %, basada en 202 reseñas, con una calificación de 9.1/10, y con un consenso crítico que dice: «Mira, mira cuán bellamente brilla Hamilton más allá de Broadway, y cuán maravillosamente Thomas Kail captura la energía contagiosa del show». De parte de la audiencia tiene una aprobación de 89%, basada en más de 1000 votos, con una calificación de 4.4/5.
El sitio web Metacritic le dio a la película una puntuación de 90 de 100, basada en 42 reseñas, indicando "aclamación universal". En el sitio IMDb los usuarios le asignaron una calificación de 8.4/10, sobre la base de 94 458 votos, mientras que en la página web FilmAffinity la cinta tiene una calificación de 7.9/10, basada en 2460 votos.